# کریستیان فردریش فون لاینس
کریستیان فردریش فون لاینس (آلمانی: Christian Friedrich von Leins؛ ‏ ۲۲ نوامبر ۱۸۱۴ – ۲۵ اوت ۱۸۹۲) معمار و استاد دانشگاه اهل پادشاهی وورتمبرگ بود.
او در سال ۱۸۵۳، سفر مطالعاتی را به همراه فردریش ویلهلم هاکلندر و تئودور هورشلت به ایتالیا، اسپانیا و آفریقای شمالی انجام داد.